# إيل سميث
إيلين إليزابيث «إيل» سميث (من مواليد 20 يونيو 1998) عارضة أزياء أمريكية وصحفية وحاملة لقب ملكة جمال الولايات المتحدة الأمريكية عام 2021. وبصفتها ملكة جمال الولايات المتحدة الأمريكية ، فإنها ستمثل الولايات المتحدة في مسابقة ملكة جمال الكون لعام 2021. سميث سبق أن توجت بلقب ملكة جمال كنتاكي الولايات المتحدة الأمريكية 2021 ، وهي ثاني امرأة من ولاية كنتاكي تفوز بلقب ملكة جمال الولايات المتحدة الأمريكية، بعد أن توجت تارا كونر بلقب ملكة جمال الولايات المتحدة الأمريكية 2006.

## حياة المبكرة والتعليم
ولدت إيل سميث في سبرينجفيلد ، أوهايو. تخرجت من مدرسة شوني الثانوية في عام 2016 ، حيث كانت طالبة شرف شاركت في الجوقة والأوركسترا والكرة الطائرة والدراما. انتقل سميث بعد ذلك إلى ليكسينغتون بولاية كنتاكي للتسجيل في جامعة كنتاكي ، وتخرج بشهادة في الصحافة الإذاعية وفرع في العلوم السياسية في عام 2020.
بعد حصولها على درجتها العلمية ، أصبحت سميث مراسلة على الهواء مع تلفزيون دبيلو إتش أي إس في لويزفيل ، كنتاكي ، تغطي جنوب إنديانا داخل منطقة لويزفيل الحضرية.

## روابط خارجية
- إيل سميث على إنستغرام

| الجوائز و الإنجازات | الجوائز و الإنجازات                              | الجوائز و الإنجازات |
| ------------------- | ------------------------------------------------ | ------------------- |
| سبقه آسيا برانش     | ملكة جمال الولايات المتحدة الأمريكية 2021        | الحالي              |
| سبقه ليكسي إيلز     | ملكة جمال كنتاكي الولايات المتحدة الأمريكية 2021 | الحالي              |